# Pico Bombo
Pico Bombo (en francés: Pic Bombo) es una montaña de Mayombe, una región de la costa occidental de África. Se eleva 751 metros sobre el nivel del mar Sirve de frontera internacional como la línea divisoria que separa el pico Kiama, por un lado, y la línea que separa las cuencas del Congo y el Niari entre la República del Congo y la República Democrática del Congo desde el año 1885. Se localiza en las coordenadas geográficas 04°46′39″N 13°33′21″E / 4.77750, 13.55583